# Macroteleia punctativentris
Macroteleia punctativentris är en stekelart som beskrevs av Jean-Jacques Kieffer 1908. Macroteleia punctativentris ingår i släktet Macroteleia och familjen Scelionidae. Inga underarter finns listade i Catalogue of Life.